# Mankatha
Mankatha é um filme de ação e suspense de humor negro em língua tâmil de 2011, escrito e dirigido por Venkat Prabhu. Tem Ajith Kumar no papel principal, estrelando em seu 50º filme, juntamente com um elenco incluindo Arjun Sarja, Trisha Krishnan, Lakshmi Rai, Anjali, Andrea Jeremias, Vaibhav Reddy, Premji Amaren e Mahat Raghavendra. Foi produzido por Cloud Nine Movies, de Dhayanidhi Alagiri enquanto Yuvan Shankar Raja compôs a partitura e trilha sonora, com Sakthi Saravanan trabalhando como diretor de fotografia e o duo Praveen KL e NB Srikanth como editores. A história, ambientada em Mumbai, gira em torno de um roubo de dinheiro de apostas de críquete, executado por uma gangue de quatro ladrões, que são acompanhados por um quinto homem desconhecido e suas conseqüências.
O filme foi lançado oficialmente em agosto de 2010, com sua principal foto começando em 25 de outubro de 2010. As filmagens foram realizadas por mais de oito meses e aconteceram principalmente em Chennai, a favela de Dharavi em Mumbai e Bangkok, na Tailândia. Após as especulações sobre o lançamento do filme, a Sun Pictures adquiriu os direitos teatrais e distribuiu o filme através da Radaan Mediaworks de Raadhika. Mankatha lançado em 31 de agosto de 2011 em todo o mundo para comentários geralmente positivos e arrecadou a segunda maior abertura de todos os tempos após Enthiran no momento do lançamento. O filme também foi dublado em telugu como Gambler e lançado em Andhra Pradesh dez dias depois, quando foi um sucesso de bilheteria em Kerala também.

## Enredo
Vinayak Mahadev (Ajith Kumar), um comissário assistente da Polícia de Maharashtra, está suspenso por ter salvado o contrabandista Faizal (Aravind Akash) do encontro matando e ajudando-o a escapar. Enquanto isso, um policial comete suicídio por causa do vazamento de seus planos de jogo IPL, que é revelado como sendo Kamal Ekambaram (Subbu Panchu). O policial Prithviraj (Arjun Sarja) se encarrega de acabar com os escândalos de apostas no críquete do IPL em Mumbai. Prithvi, em seguida, revela que Kamal falsificou sua morte em uma missão secreta para chamar a atenção para os escândalos de apostas e retorna sob o nome Praveen Kumar. Arumuga Chettiyar (Jayaprakash), um influente negociante de negócios ilegal local e chefe de Faizal, é dono do "Golden Theatres" em Mumbai, que foi convertido em um escritório de apostas e forma a fachada de todos os seus negócios ilegais. Chettiyar usa suas ligações com dons em Mumbai e tenta percorrer seu antigo teatro, com um lucro de mais de ₹5 bilhões (US$ 72 milhões) para ser usado em apostas. Vinayak é apresentado a Chettiyar através de sua namorada Sanjana (Trisha). Sanjana está apaixonada por Vinayak, mas ele finge amá-la.
Sumanth (Vaibhav Reddy), um tonto que trabalha para Chettiyar, cria uma conspiração para roubar o dinheiro na companhia de seus amigos: Ganesh (Ashwin Kakumanu), um sub-inspetor local; Mahat (Mahat Raghavendra), dono de um bar em Mumbai; e o amigo de Mahat, Prem (Premji Amaren), um graduado do IIT. Vinayak faz amizade com os meninos no casamento de Sumanth com Suchithra (Anjali). Uma tarde da noite, Vinayak encontra Prem, que fica inebriado por ele e revela seu plano de assalto. Vinayak começa a espioná-los e os confronta no dia do assalto planejado, entrando em cena. Os quatro o aceitam, prometendo a ele um quinto da ação. Vinayak tem outros planos. Ele quer matar seus cúmplices e pegar o valor total. Ele promete ajudá-los e dividir entre eles. Depois de saquear o dinheiro, eles deixam o dinheiro em um godown abandonado. Mais tarde, todos eles celebram a virada dos eventos no bar de Mahat, mas Sumanth é identificado na festa por Faizal e depois é pego por ele. Sumanth é encurralado por Chettiyar, que ordena Faizal para matá-lo por sua traição, mas é resgatado a tempo por Ganesh e Vinayak, e o trio escapar do esconderijo, tomando Chettiyar como refém. Enquanto dirige de volta para o godown, Vinayak encontra Sanjana no caminho e brutalmente empurra Chettiyar para fora do veículo na frente dela. Sanjana engole a dor quando ela vem a saber sobre as verdadeiras intenções de Vinayak.
Enquanto isso, ao chegar ao godown, eles descobrem que Mahat e Prem haviam escapado com o dinheiro e são acompanhados por Sona (Lakshmi Rai). Os três são então confrontados pelos homens de Faizal e Chettiyar, mas conseguem evitá-los e fugir. Sumanth mais tarde se volta contra Vinayak quando ele vem a saber que sua esposa havia sido sequestrada por Chettiyar. Após uma breve briga, Sumanth encontra Prithvi, que o leva à custódia e resgata sua esposa sob a condição de que ele se torne o aprovador e divulgue tudo. Ele é morto quando a esposa de Prithvi, Sabitha (Andrea Jeremiah) é sequestrada e ameaçada por Vinayak. Vinayak fica sabendo do paradeiro de Mahat e Prem através de Ganesh e, junto com ele, começa a persegui-los. Prithvi e os outros seguem o exemplo, e todos eles estão escondidos em um resort rodoviário com o dinheiro. Uma sequência de eventos leva aos assassinatos dos membros da gangue um por um - Mahat é morto por Sona, que é morto por Vinayak, e Prem é morto por Prithvi - com Ganesh e Vinayak permanecendo vivos. Uma luta final segue entre Vinayak e Prithvi. Os dois realmente provam ser iguais. No momento final da luta, Kamal lança uma arma para Prithvi, que atira Vinayak, e uma enorme explosão balança o barraco, aparentemente terminando a luta.
Depois de vários dias, a polícia recebe informações sobre Ganesh para viver na Tailândia. Kamal (sob o nome de Praveen Kumar) chega lá, mas se depara com Vinayak. Kamal confronta-o e chama Prithvi para informá-lo da presença de Vinayak, mas depois é revelado que Prithvi e Vinayak são melhores amigos desde os tempos de faculdade e fizeram treinamento policial juntos. Eles tinham vindo a saber sobre o esquema de dinheiro de apostas de Chettiyar e operaram o plano juntos (incluindo a morte forjada de Vinayak). Ganesh também havia sido morto por Vinayak como parte do plano, e Prithvi e Vinayak escaparam da explosão com os ₹5 bilhões, cada um com ₹2,5 bilhões como a sua parte. Prithvi informa a Vinayak que seu dinheiro estava seguro no Banco da Inglaterra e pede a ele que lide com Kamal. Vinayak, em seguida, pega a arma de Kamal e aponta para sua testa, dizendo "game over".

## Elenco
- Ajith Kumar como Vinayak Mahadev, policial de Dharavi
- Arjun Sarja como Prithviraj, líder do Esquadrão Especial formado para rastrear os Bookies do IPL
- Trisha Krishnan como Sanjana
- Lakshmi Rai como Sona[13]
- Anjali como Suchitra
- Andrea Jeremiah como Sabitha
- Vaibhav Reddy como Sumanth[13]
- Ashwin Kakumanu como Ganesh[13]
- Premji Amaren como Prem,[13]
- Mahat Raghavendra como Mahat,[13]
- Jayaprakash como Arumuga Chettiyar,[13]
- Aravind Akash como Faizal,[13]
- Subbu Panchu Arunachalam como Kamal Ekambaram/Praveen Kumar[13]
- Ravikanth como assistente de Chettiyar
- Ramya Subramanian como Reporter (aparição especial)
- Vijay Vasanth em uma aparição como o dono da loja de vinhos
- Debi Dutta[14][15]
- Kainaat Arora[14]
- Rachel White em uma aparição especial
- Dipali Singh em uma aparição especial
- Sakthi Saravanan em uma aparição especial
- Ramesh Thilak em um papel não-creditado

## Produção

### Desenvolvimento
Após o lançamento de seu filme Aasal em fevereiro de 2010, Ajith Kumar foi contratado pela Cloud Nine Movies, de Dhayanidhi Alagiri, para um projeto que teria sido dirigido por Gautham Menon. No entanto, como Ajith Kumar participou da temporada de 2010 do Campeonato de Fórmula 2 da FIA, Gautham Menon, sem vontade de esperar, decidiu arquivar o filme e optou por se concentrar em outro projeto, que levou Venkat Prabhu, que foi interessado em fazer um filme multi-starrer com as principais estrelas, para assinar o ator em seu próximo filme, depois que o diretor viu um sucesso moderado com seu filme anterior, Goa. Prabhu escreveu três roteiros, dos quais o ator escolheu Mankatha, no qual ele interpretaria um personagem "com tons de cinza". Venkat Prabhu mais tarde revelou que Ajith Kumar nunca foi considerado para o papel quando ele escreveu o primeiro rascunho do roteiro, mas que ele manteve sua "gangue habitual de garotos em mente" enquanto criava os personagens. Vaibhav Reddy sugeriu que um "grande herói" deveria interpretar o protagonista, com o ator de Bollywood Vivek Oberoi e Sathyaraj sendo considerado o primeiro para o papel. Ajith Kumar havia chamado Prabhu na época e manifestou interesse em desempenhar um papel semelhante ao personagem The Joker interpretado por Heath Ledger no filme de 2008, O Cavaleiro das Trevas. Com o papel de protagonista em Mankatha, incidentalmente, sendo tal personagem, Ajith imediatamente aceitou o papel, transformando o filme em uma produção de alto perfil. Prabhu enfatizou ainda que o roteiro havia sido alterado devido à entrada de Ajith e ele incorporou "certos elementos" que os fãs de Ajith esperariam em um filme e também disse que "eu me aproximei de Mankatha como fã e perguntou-me como eu gostaria de ver o senhor Ajith na tela e, em seguida, partiu".
O filme começou oficialmente em 2 de agosto de 2010 com o lançamento formal e uma simples pooja realizada no AVM Studios, Chennai, coincidindo com o 18º aniversário de Ajith Kumar de sua entrada na indústria cinematográfica. O título do filme, inicialmente sendo Mangaatha, derivado de um popular jogo de cartas tradicional indiano, sofreu uma pequena alteração em sua ortografia, devido a razões numerológicas. Durante a fase de pré-produção, enquanto Prabhu ainda estava trabalhando no roteiro, fontes afirmaram que o filme estaria nas linhas do filme de espionagem de Steven Soderbergh, Ocean Eleven (2001). A história foi mais tarde relatada para girar em torno de um jogo de gangues da máfia durante a temporada de cricket da Indian Premier League (IPL). Em junho de 2011, surgiram relatos de que o filme era um remake do filme Hindi de 2008, Jannat, baseado na manipulação de resultados. No entanto, Dhayanidhi e Venkat Prabhu rapidamente negaram a notícia e garantiram que Mankatha era original. Após a conclusão das filmagens, Prabhu nomeou "seu filme favorito até agora" e "perto do meu coração".

### Lançamento
O filme deveria ser um "multi-starrer", com vários atores do sul da Índia esperados para aparecer nele, o que é uma ocorrência rara e seria o primeiro de seu tipo na indústria cinematográfica Tamil. O ator telugu Nagarjuna foi abordado pela primeira vez para escrever um personagem poderoso como oficial da CBI, sendo inicialmente confirmado pelo diretor durante o lançamento do filme. Ele também tinha interesse em refazer o filme em Telugu e interpretar o papel de Ajith Kumar em troca, mas desde que ele não pôde ajustar sua folha de chamada, ele foi forçado a sair, com Arjun substituindo-o em novembro de 2010. Em uma entrevista de agosto de 2010, Venkat Prabhu afirmou que o filho de Mohan Babu, Manoj Manchu, Ganesh Venkatraman, o irmão mais novo de Venkat Prabhu, Premji Amaren, que participou de todos os filmes de seus irmãos, e um recém-chegado Mahat Raghavendra, um amigo de infância do produtor Dhayanidhi Alagiri, foi contratado para retratar os companheiros de Ajith Kumar no filme. No entanto, Manoj Manchu não pôde aceitar a oferta devido a uma lesão no ombro e acabou sendo substituído por Vaibhav Reddy, aparecendo no terceiro filme consecutivo de Venkat Prabhu, enquanto em dezembro de 2010, fontes revelaram que outro O recém-chegado Ashwin Kakumanu, que anteriormente era visto em Nadunisi Naaygal, foi escalado para o quarto papel, substituindo Ganesh Venkatraman. Nandha declarou mais tarde que ele foi oferecido o papel também, mas teve que rejeitá-lo desde que ele estava ocupado atirando para Vellore Maavattam. Prasanna também foi considerado para o filme apenas para rejeitar devido a horários ocupados. Jai em 2013 revelou que ele foi inicialmente amarrado para desempenhar o papel de policial, mas que Venkat Prabhu o substituiu por Arjun depois que Ajith Kumar se tornou parte do projeto.
Prabhu classificou o filme como "masculino-orientado", atribuindo menos importância e significado às personagens femininas do filme. Os primeiros relatórios sugeriam que Samantha Ruth Prabhu, Kajal Aggarwal e Anushka Shetty foram inicialmente abordados para os principais papéis femininos, enquanto em julho de 2010, surgiram relatos de que Shriya Saran e Neetu Chandra, e Lakshmi Rai foram supostamente assinados para os papéis. No entanto, no mês seguinte, Neetu Chandra optou por não participar do filme, recusando o projeto devido à indisponibilidade de datas. Posteriormente, Trisha Krishnan foi contratada para retratar o interesse amoroso de Sanjana, Ajith Kumar, em parceria com ele pela terceira vez, com Lakshmi Rai sendo confirmado mais tarde, que foi contratado para desempenhar um papel importante e "longo". Venkat Prabhu revelou que as mudanças no roteiro resultaram em mudanças nas personalidades das personagens femininas, esclarecendo que Trisha não substituiu Neetu Chandra e que os personagens oferecidos a ambos eram diferentes, acrescentando que o papel de Trisha era escrito especificamente para ela. Prabhu afirmou ainda que Lakshmi Rai foi escolhido pela primeira vez para interpretar o par de Ashwin, que foi abandonado quando o roteiro foi alterado, e que ela acabou sendo oferecida o papel de Sona, resolvendo que Rai não teve escolha entre os papéis de Sanjana e Sona, como a atriz alegou postar o lançamento do filme. Anteriormente, os relatórios tinham afirmado que a modelo e atriz do Sri Lanka, Jacqueline Fernandez, também foi contratada para um papel convidado. Em novembro de 2010, Sneha foi relatado para ser adicionado ao elenco para ser emparelhado ao lado de Arjun, no entanto, o papel foi finalizado posteriormente com Andrea Jeremiah retratando esse personagem. Ela também deveria tocar uma música para o álbum da trilha sonora.
Outros acréscimos ao elenco nos meses seguintes incluíram Subbu Panchu, que ficou famoso com sua aparição em Boss Engira Bhaskaran e iria ensaiar um personagem policial, Jayaprakash, encenando também um personagem com tons negativos como o pai do personagem de Trisha. e Anjali, interpretando o par de Vaibhav. Fontes afirmaram que o próprio Venkat Prabhu também promulgar um papel crucial no filme, enquanto os relatórios que sugerem que Vijay iria aparecer em uma participação especial foram demitidos pelo produtor, que esclareceu que Vijay Vasanth iria aparecer em um papel fundamental. Em relação à equipe de filmagem, Venkat Prabhu renovou suas antigas associações com seu primo Yuvan Shankar Raja, pela trilha sonora e trilha sonora de Mankatha, Sakthi Saravanan, que lidaria com a cinematografia, e Praveen KL, que junto com NB Srikanth, cuidaria da edição. Vasuki Bhaskar e Kalyan permaneceram como figurinista e coreógrafo principal, respectivamente, com Shoby se juntando a este último por algumas músicas, enquanto Selva foi designada como a coordenadora de dublês.

### Filmagem
O filme foi lançado em 2 de agosto de 2010 no AVM Studios em Vadapalani, Chennai de uma maneira simples, após o qual o filme começou a ser filmado com a fotografia principal. O primeiro cronograma de filmagem deveria começar no início de setembro, mas devido a trabalhos de pré-produção e desde que o elenco principal não foi decidido ainda, o tiroteio se atrasou ainda mais, finalmente começando em 25 de outubro em Chennai. Vários dias antes, uma sessão de testes foi realizada com Premji Amaren, Mahat Raghavendra e Vaibhav Reddy participando. Após as filmagens, envolvendo Ajith Kumar, Trisha e Premji, ao longo do Rajiv Gandhi Salai (OMR), e na casa de Ajith, um dueto, retratado em Ajith Kumar e Trisha, com efeitos especiais CGI, foi filmado no início de novembro, em um estúdio em Chennai, perto da East Coast Road . A partir de 10 de novembro, a música "introdução" foi filmada durante cinco dias em Bangkok, na Tailândia, com Ajith Kumar, Lakshmi Rai e alguns estrangeiros participando.
A segunda programação do filme foi planejada para começar em 6 de dezembro de 2010 em um estúdio em Chennai, que foi ligeiramente atrasado devido a fortes chuvas, e começou alguns dias depois. Isso levou a especulações de que o filme havia sido arquivado devido a restrições financeiras, o que foi rapidamente negado por Venkat Prabhu. Durante a programação, todas as seqüências importantes de dublês foram feitas em Binny Mills em Perambur, enquanto um grande conjunto, semelhante à favela de Dharavi em Mumbai, foi erguido em um estúdio de Chennai. Ajith Kumar também realizou uma das coreografias de ação com o uso de uma câmera montada no corpo, pesando cerca de 30 kg. No final de dezembro, a terceira música, um "alto nível de vitalidade", foi gravada por cinco dias, com Shobi coreografando os passos. Um número de item, intitulado "Machi, Open The Bottle", apresentava as atrizes Debi Dutta e Kainaat Arora dançando junto com Ajith Kumar e o resto da turma. A programação foi encerrada no início de fevereiro, com o qual aproximadamente cinquenta por cento do filme foi declaradamente concluído.
A parte restante do filme supostamente seria filmada durante o terceiro e último horário a ser realizado em Mumbai, que deveria começar no final de fevereiro. No entanto, a fonte esclareceu que a programação subsequente também seria realizada apenas em Chennai com as filmagens sendo realizadas no Teatro Padmanabha, em North Chennai. No final de março, a equipe acabou se mudando para Mumbai, onde as filmagens foram realizadas por quase duas semanas, principalmente na favela de Dharavi. A parte do clímax foi planejada para ser filmada em Madurai, que foi considerada como "apropriada" para a sequência "orientada para a ação", mas também foi filmada em Chennai, enquanto as cenas restantes seriam enlatadas em Hyderabad. Durante a primeira semana de junho, Ajith teria completado sua porção, com seu último dia sendo realizado em Hyderabad, enquanto fontes confirmaram que as filmagens ainda estavam sendo realizadas no mesmo mês em Hyderabad. filmagem foi ampliada, com a tripulação partindo para Bangkok novamente no final de junho para um cronograma de dez dias para filmar as cenas pendentes, incluindo uma longa sequência de luta e uma música envolvendo Premji e Lakshmi Rai. Apesar do anúncio anterior de que Ajith havia terminado suas porções, uma "cena especial" apresentando Ajith em um visual diferente foi filmada em um dia durante a primeira semana de julho. A fotografia principal terminou em junho de 2011.
As obras de pós-produção de Mankatha começaram em meados de junho de 2011, e foram realizadas por mais de um mês. Anteriormente, uma sequência de animação com duração de aproximadamente 4 minutos estava sendo criada por técnicos especializados, enquanto efeitos especiais CGI foram incluídos em uma música e cenas de ação, o que foi citado como o motivo do atraso. No início de agosto, todos os atores, mas Ajith Kumar tinha terminado dublagem para seus personagens, incluindo Trisha que em Venkat Prabhu insistência falou dublagem para si mesma no filme, que se tornou apenas o terceiro filme a apresentar sua origem voz. Rekhs, que tinha como subtítulo anteriormente filmes, incluindo Enthiran e Vinnaithaandi Varuvaayaa, legendado Mankatha durante a primeira semana de agosto, enquanto Yuvan Shankar Raja trabalhou na re-gravação, a ser assistido por Premji.

### Marketing
Mesmo antes de começar a fotografia principal, um pequeno trailer foi filmado no dia do lançamento em si, uma vez que coincidia com Aadi Perukku e foi considerado um dia auspicioso. O teaser foi exibido durante o intervalo de Naan Mahaan Alla, outra distribuição do Cloud Nine Movies que foi lançada em 20 de agosto de 2010. Durante o Diwali 2010, os primeiros pôsteres oficiais de Mankatha foram publicados nos jornais. Um teaser com a música " Vilaiyaadu Mankatha " foi lançado no aniversário de Ajith Kumar, no dia 1 de maio de 2011 no YouTube, depois que os planos de lançar o filme ou a trilha sonora falharam. Como o teaser recebeu alta resposta, a música foi lançada como uma única faixa em 20 de maio de 2011, criando uma resposta positiva da mídia.

## Música
O filme e trilha sonora de Mankatha foram compostos por Yuvan Shankar Raja, tornando-se sua quarta colaboração com Venkat Prabhu e Ajith Kumar também. A trilha sonora consiste de oito faixas, incluindo uma faixa de música Theme e uma mixagem de clubes, com letras escritas por Vaali, e Gangai Amaran e o renomado neto do poeta Subramanya Bharathi, Niranjan Bharathi. Como anteriormente feito em Saroja e Goa, uma faixa promocional também foi planejada, que, no entanto, não se materializou no último minuto. Antes do lançamento oficial da trilha sonora, uma única faixa, “Vilaiyaadu Mankatha”, foi lançada em meados de maio de 2011. Os direitos da música foram garantidos pela Sony Music, que teria oferecido ₹10 milhões. O álbum da trilha sonora, após vários adiamentos, foi lançado em 10 de agosto de 2011 na estação de Chennai da Rádio Mirchi, enquanto dois dias depois a equipe organizou uma entrevista coletiva, apresentando duas músicas e o trailer do filme. O álbum foi relatado para ter alcançado recorde de vendas. As músicas receberam uma resposta mista, com as colocações no filme sendo criticadas, enquanto a pontuação do filme foi amplamente apreciada.

## Lançamento
Os direitos de satélite do filme foram garantidos pela Sun TV. O filme recebeu um certificado "U/A" pelo Conselho de Censura da Índia e passou sem cortes, enquanto poucas palavras foram colocadas.  Durante a fase de produção tardia, relatórios indicaram que Mankatha enfrentou "pressão política" após a mudança no governo após a eleição legislativa de Tâmil Nadu de 2011, com fontes alegando que o filme não encontrou compradores em Tamil Nadu, desde que foi produzido pelo neto do presidente do DMK, M. Karunanidhi. Cloud Nine Movies iniciou negociações com outras casas de produção para vender os direitos teatrais domésticos, no entanto, as negociações com a UTV Motion Pictures e o Gemini Film Circuit resultaram em fracasso. Em 22 de agosto de 2011, Gnanavelraja confirmou que sua produtora, Studio Green, havia comprado o teatro doméstico indiano e os direitos televisivos do filme em um valor recorde não revelado.
No entanto, em uma virada de eventos, o Studio Green cancelou o acordo no dia seguinte devido a "várias razões" que Gnanavel Raja não queria elaborar, apesar de cartazes em jornais com o logo do Studio Green. Times da Índia relatou que Azhagiri comprou de volta os direitos, uma vez que Gnanavel Raja havia planejado vender os direitos dos satélites para a Jaya TV, um canal dirigido pelo partido de oposição, AIADMK Em 24 de agosto, Azhagiri anunciou que a Sun Pictures de Kalanidhi Maran havia comprado os direitos teatrais e satélites do filme e os distribuiria junto com o Cloud Nine Movies. Udhayanidhi Stalin teria negociado o acordo e unido as casas de produção para lançar o filme em conjunto. Mankatha tornou-se assim o primeiro filme de Ajith Kumar sob a bandeira da Sun Pictures, assim como seu primeiro lançamento após a eleição da assembléia. Radaan Mediaworks, da atriz Raadhika, distribuiu o filme para os teatros de Tamil Nadu.
Dhayanidhi Azhagiri anunciou que o filme seria lançado em todo o mundo com legendas em inglês, simultaneamente em Singapura, Malásia, Sri Lanka, Reino Unido, Estados Unidos, Austrália, Canadá e muitas outras partes do Oriente Médio e Europa. Notável produtor Telugu Bellamkonda Suresh adquiriu os direitos de dublagem do filme até o final de agosto de 2011 e lançou uma versão chamada Telugu intitulado Gambler em 9 de setembro de 2011 em 225 telas, permitindo a maior abertura para uma versão dublada de um filme Tamil. O filme foi agendado para um lançamento em 1 de setembro de 2011 para ganhar o final de semana do Vinayaka Chaturthi - Ramadan, antes da Ayngaran International finalizar 31 de agosto de 2011 como data de lançamento nos cinemas no exterior alguns dias depois. Nos Estados Unidos, o filme foi lançado em 34 cinemas.

## Recepção

### Recepção critica
Mankatha recebeu críticas geralmente positivas, com críticos elogiando o desempenho de Ajith Kumar. Malathi Rangarajan, do The Hindu, considerou -o um jogo de "gato corajoso" e "envolvente de gato e rato que não traz surpresas", acrescentando que Venkat Prabhu "havia planejado um recheio desta vez". Anupama Subramanian, da Deccan Chronicle, também classificou como 3 em 5, alegando que Ajith "brilha em seu 50º filme". N Venkateswaran, do The Times of India, classificou o filme em 4 de 5, dizendo "Ajith é a alma do filme e os outros não têm muito o que fazer, com exceção de Arjun". e chamou de "um bom relógio, especialmente por causa do ato de vilão de Ajith". S. Viswanath, do Deccan Herald, disse: "Mankatha é estritamente para os fãs de Ajith, que têm uma explosão saudável, ofegam, trepam por seu caminho e dão fama de cama às dúzias como se não houvesse amanhã". Pavithra Srinivasan, de Rediff, classificou o filme em 2,5 de 5 estrelas, dizendo "Se Mankatha funciona um pouquinho, é por causa de Ajith, cujo carisma brilha. Assista apenas para ele. O resto realmente não importa. " O crítico de Sify destacou que Ajith "rouba o trovão e interpreta o homem mau sem emoção, com perfeição", acrescentando ainda que ele parecia "esmagador e sua presença na tela escaldante é incomparável", enquanto o revisor criticou o roteiro por ser "monótono", e concluiu "Para os fãs obstinados de Ajith que não têm problemas com imperdoáveis 2 horas e 40 minutos de duração e comédia juvenil, isso pode ser um prazer. Para outros, porém, é estritamente entretenimento médio." Akhila Krishnamurthy, do Outlook, disse: "A questão da testosterona é que ela pode excitar ou frustrar. Não há intermediário. O tão esperado 50º filme da super estrela Tamil, Ajith, é um "filme masculino", sem dúvida. Há um assalto, algumas perseguições, tiroteios, palavrões, três mulheres bonitas e uma protagonista de cabelos grisalhos, que é safada aos quarenta. Só que nada disso excita."

### Bilheteria
Mankatha estreou em cerca de 1.000 telas em todo o mundo e o filme estreou em Tamil Nadu em 31 de agosto. Dizia-se que ele coletou ₹252 milhões de urturas de 370 telas em Tamil Nadu durante o fim de semana de abertura de cinco dias e cerca de ₹300 milhões na primeira semana. O filme se tornou o maior bilheteria do ano, bem como o da carreira de Ajith, ao mesmo tempo em que conquistou a segunda maior abertura depois de Enthiran (2010). Somente na cidade de Chennai, o filme ganhou ₹27,2 milhões no primeiro final de semana de 19 telas. Os multiplexos deram a ele o número máximo de shows, incluindo shows matinais em todas as telas. Mankatha recuperou seu custo de produção em duas semanas, tornando-o o filme mais rápido nos últimos tempos para se tornar lucrativo.
No multiplex Mayajaal, Mankatha foi exibido em todas as 14 telas no primeiro dia, resultando em 70 shows por dia, todos esgotados, enquanto a Sathyam Cinemas relatou uma rede de ₹3,4 milhões de duas telas para o fim de semana de cinco dias. O filme arrecadou ₹65 milhões em 19 dias em Chennai. A versão Telugu Gambler, lançada em 225 telas. Em Kerala, o filme foi lançado no idioma original nos distritos de Thiruvananthapuram e Palakkad em 31 de agosto, enquanto uma versão dublada foi lançada em todo o estado em 9 de setembro, abrindo em primeiro lugar, ultrapassando outros lançamentos em malaiala. Esperava-se que o filme comprado por ₹6 milhões em Kerala recebesse participação de distribuidor de ₹14 milhões. A versão Telugu obteve alta abertura em comparação com outros filmes populares. Foi bem-sucedida nas bilheterias de Bangalore.
O filme estreou na segunda posição na Malásia, arrecadando US $ 803.666 em seu primeiro final de semana, com uma média por tela de US$ 19.602 (maior por média de tela) reivindicando o segundo maior fim de semana de abertura de um filme em Tamil. Depois de quatro semanas, o filme arrecadou ₹60 milhões na Malásia. No Reino Unido, o filme arrecadou US$ 179.054 em 16 telas, abrindo no primeiro lugar e no 4 no ranking de todos os tempos No geral, o filme arrecadou US$ 1.104.911 na Malásia em seis semanas e US$ 268.533 no Reino Unido no final da terceira semana. Sun Pictures, os distribuidores declararam que Mankatha arrecadou ₹800 milhões em todo o mundo em trinta dias, chegando ao fim de sua execução. Sify classificou o filme como um sucesso de público, assim como o maior sucesso comercial do ano. O filme completou 50 dias de bilheteria e foi classificado como o quarto maior bilheteria da história do cinema tâmil. As mercadorias da marca relacionadas ao filme foram lançadas para venda após o 50º dia. Os itens incluíam óculos de sol, camisetas, algemas e medalhões, todos em edição limitada.

## Legado
O Google Zeitgeist 2011, uma compilação das consultas de pesquisa mais frequentes do ano, colocou Mankatha na sétima posição, tornando-se o único filme em tâmil a garantir um lugar na lista. Sudhish Kamath, do Hindu, incluiu Mankatha em sua lista "Ano do Anti-Herói", afirmando que "Mankatha ganha seu lugar aqui simplesmente porque pegou um gênero bastante sombrio como noir e celebrou o mal menos a escuridão" e também escreveu que "isso filme de assalto em quadrinhos é a melhor coisa que Ajith já fez desde Billa".
A cena em que Vinayak se empolga com a coleta de dinheiro foi parodiada em Tamizh Padam 2 (2018).

## Prêmios e indicações
Chennai Times Awards
- Melhor Ator - Ajith Kumar
- Melhor Filme Juvenil - Dayanidhi Azhagiri
- Melhor Homem Novato - Ashwin Kakumanu
- Melhor papel negativo feminino - Lakshmi Rai

59th Filmfare Awards Sul
- Melhor Filme Tamil - Dayanidhi Azhagiri (Nomeado)
- Melhor Diretor Tamil - Venkat Prabhu (Nomeado)
- Melhor Ator Tamil - Ajith Kumar (Nomeado)
- Melhor Atriz Coadjuvante Tamil - Lakshmi Rai (Nomeada)

Edison Awards (Índia)
- Melhor Ator Estreante - Mahat Raghavendra
- Melhor Comediante - Premji Amaren

Prémios Internacionais do Filme Tamil (ITFA)
- Melhor Filme - Dayanidhi Azhagiri
- Melhor Diretor - Venkat Prabhu
- Melhor Ator Coadjuvante - Premji Amaren
- Melhor Diretor de Fotografia - Sakthi Saravanan
- Melhor cantora de reprodução feminina - Suchitra para "Vaada Bin Lada"

Mirchi Music Awards South
- Melhor letra de Niranjan Bharathi, de "Nee Naan"
- Engenheiro de som técnico - Kumaraguru Paran para "Vilaiyaadu Mankatha"

1º Prémios SIIMA
- Melhor Ator Tamil - Ajith Kumar (Nomeado)
- Melhor Ator em Função Negativa - Ajith Kumar (Nomeado)
- Melhor cantor de reprodução masculino - SPB Charan por "Nee Naan" (Nomeado)

6º Prêmio Vijay
- Melhor Vilão - Ajith Kumar
- Herói Favorito - Ajith Kumar
- Diretor favorito - Venkat Prabhu
- Filme Favorito - Mankatha (Nomeado)
- Heroína Favorita - Trisha Krishnan (Nomeada)
- Música favorita - Yuvan Shankar Raja para "Vilaiyaadu Mankatha" (Nomeado)

## Sequela
Logo após o lançamento do filme e seu alto sucesso comercial, Venkat Prabhu confirmou a possibilidade de uma sequência, desde que Ajith Kumar aceitasse. Fontes também informaram que Prabhu planejava usar o roteiro inicial que ele havia escrito antes de Ajith Kumar se tornar parte do filme. Em novembro de 2013, Dhayanidhi disse: "O fato de as pessoas ainda estarem falando sobre Mankatha 2 mostra a grande vitória que Mankatha alcançou quando foi lançada. As pessoas não podem esquecer esse filme e eu quero ter certeza de que 'Brand Mankatha' permaneça na mente das pessoas. A sequela pode acontecer no futuro, mas não iniciamos nenhuma discussão a esse respeito. A boa notícia é que Venkat Prabhu já preparou o enredo para a sequência.

## Remake
Um remake em hindi do filme foi confirmado por Gnanavel Raja, do Studio Green. O elenco e a equipe ainda não foram finalizados.